# Sots-art

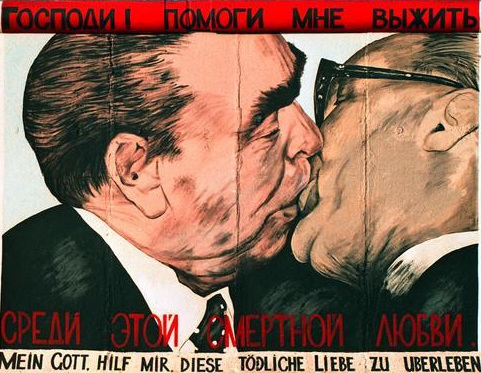
Bacio fraterno socialista tra Leonid Brezhnev (URSS) e Erich Honecker (Germania Est)

La Sots-Art è una corrente artistica che si sviluppa negli anni sessanta in Unione Sovietica.

## Origine del termine
Il termine Sots-Art viene coniato nel 1972 da Vitalij Komar e Alexander Melamid con l'intento di creare una certa continuità con l'americano Pop-Art e di definire un fenomeno che rappresentasse la controparte sovietica a quello statunitense.
Da una parte, quindi, nella definizione di Sots-Art il suffisso “Art” era collegato alla tradizione americana, ma allo stesso tempo, presenta un legame con il movimento dell'Apt-Art come a sottolinearne il carattere “clandestino”, pur non essendo, tuttavia, del tutto immune alle ambiguità dovute alla sua carica di reminiscenze estetico-borghesi ed individualistico-controrivoluzionarie.
Il termine “Sots” era invece legato al concetto sovietico di realismo socialista: rispettando la tendenza alla contrazione ed abbreviazione della tradizione sovietica. D'altra parte il concetto di “Sots” possiede anche una connotazione ulteriore: quella di una visione del mondo costruita a sua volta intorno all'unica idea della rivoluzione, dell'utopia socialista che, attraverso artisti apologeti, riusciva ad indicare a tutti in modo chiaro la via per il radioso avvenire. In questo senso, forse, il termine stesso riesce ad acquisire un'ombra di ironia: quell'ironia del contrasto capace di porre sullo stesso piano un'esigenza forte di rivisitazione, con l'impossibilità del completo distacco da quei simboli del passato così fortemente radicati nella realtà di ognuno.

## Tra Concettualismo e Decostruzionismo in un'ottica tipica del Postmodernismo

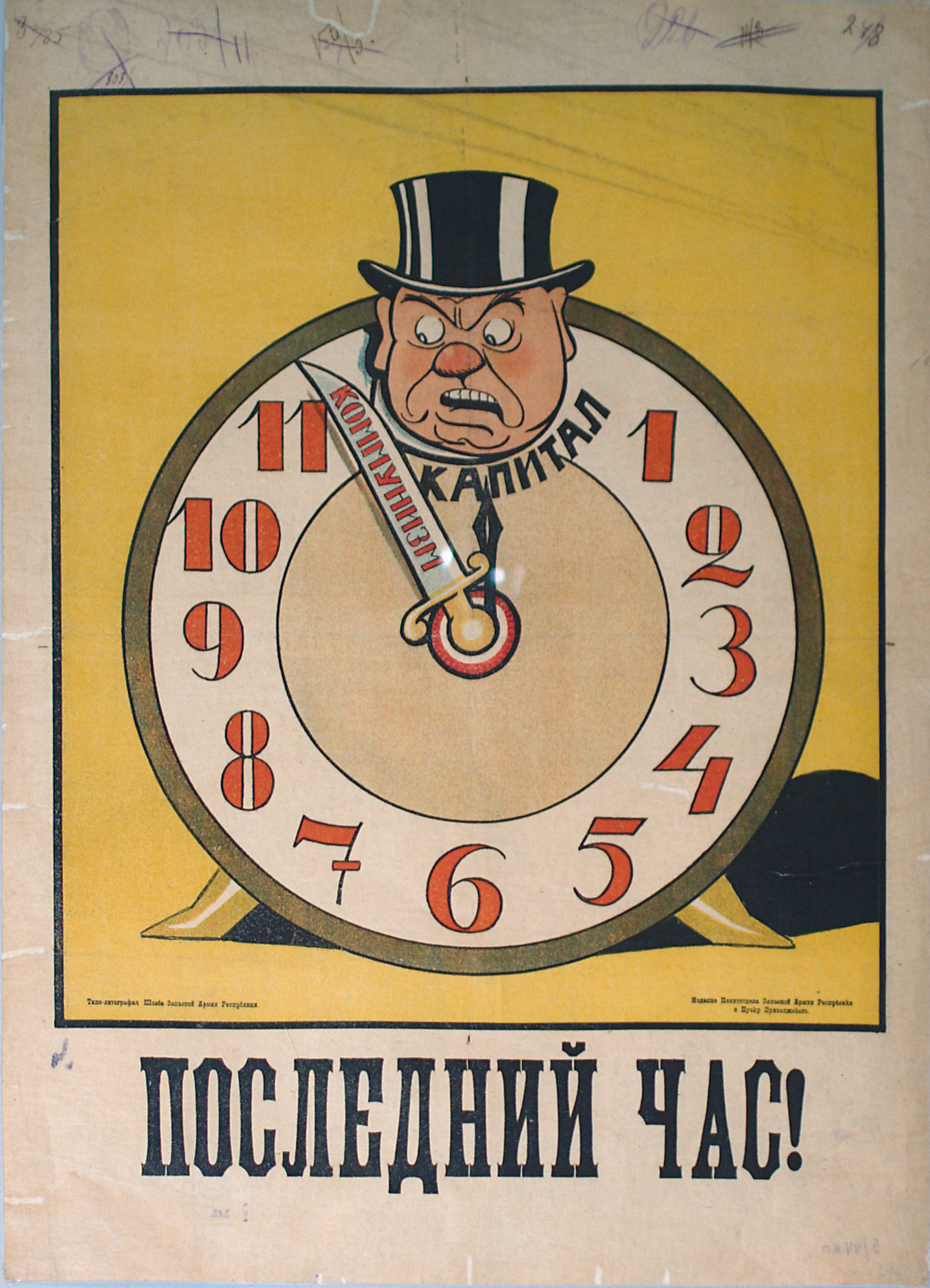
Lancetta dell'orologio etichettata "comunismo" in procinto di tagliare una testa caricaturale con cappello a cilindro e naso brandy etichettata "Capitale". La didascalia significa "L'ultima ora". (1920 circa)

La Sots-Art si colloca all'interno del movimento postmoderno e si accosta alla corrente del Concettualismo. Il Postmodernismo comprende, infatti, diversi movimenti letterari, tra cui il Concettualismo, che si presenta piuttosto diffuso e rilevante nello scenario culturale della Russia sovietica. La Sots-Art può, in questo senso, essere considerata una “classe” all'interno di questa più ampia tendenza. In particolare, il movimento della Sots-Art si concentra sui segni e simboli del sistema ideologico socialista e comunista, ponendosi come tendenza specifica di un Concettualismo che si relaziona, in generale, con i linguaggi artistici ed i sistemi ideologico-culturali più differenziati. È in ogni caso importante precisare come i confini che identificano le produzioni Sots-Arts all'interno del Postmodernismo e del Concettualismo siano poco definiti, e non coincidano nemmeno con l'identificazione di un autore: se, da una parte è chiaro che alcuni artisti possano essere considerati più o meno aderenti a questa tendenza, è possibile, dall'altro, che, anche prendendo in esame l'intera produzione di un singolo personaggio, si noti una differenza tra autentica Sots-Art e testi assimilabili a russart o psicoart.
Il meccanismo con cui operano gli artisti della Sots-Art si pone, inoltre, all'interno di una tendenza più ampia: quella del Decotruzionismo. La corrente decostruzionista rappresenta una nuova visione artistica, tipicamente postmoderna che ribalta i canoni dell'arte tradizionale e si pone come obiettivo quello di smascherare i simboli della cultura dominante, e, con essi, dell'arte tradizionale. La decostruzione non è nient'altro che la rivelazione dell'incompletezza, dell'inadeguatezza dei metodi di comunicazione artistica e sociale; i significati spariscono, vengono portati al livello di soli significanti, simboli vuoti che sono riempiti di nuove connotazioni in totale libertà.
Il movimento statunitense della pop art costituisce un'interessante base di analisi del fenomeno avvenuto in terra sovietica, nonché un rilevante termine di paragone con lo stesso. Ad una prima analisi, infatti, si può assumere la sussistenza di un fondamentale parallelismo tra le due correnti, una sorta di corrispondenza che muove dalla volontà di rivelare i meccanismi nascosti nella cultura dominante. In entrambi i casi gli oggetti della narrazione, o forse, meglio, gli oggetti che subiranno la narrazione decostruzionista, sono dei testi di fruizione globale, che si riassumono in due categorie principali: le pubblicità per la pop art ed i manifesti propagandistici del periodo del realismo socialista per la Sots-Art. Le due tipologie indicate hanno una corrispondenza lampante, sono entrambe la manifestazione della società contemporanea: la società del consumismo sfrenato degli Stati Uniti degli anni sessanta e la società sovietica del medesimo periodo, quella della stagnazione, e del recupero della linea pre-kruscioviana. In Unione Sovietica l'iconografia di regime è in primo luogo coscienza collettiva, ed è questo il principale oggetto banale della produzione Sots: le immagini retoriche, i roboanti slogans di propaganda e gli oggetti-feticcio del sistema.

## La fruizione della Sots-Art
Il movimento della Sots-Art è però lontano da fini politici di dissidenza attiva nei confronti del partito. Gli intellettuali sovietici che si esprimono nell'ambito di questa tendenza hanno come fine quello di amplificare la percezione di un'atmosfera culturale e sociale particolare. Negli anni della stagnazione si diffonde una nuova coscienza, una nuova consapevolezza nell'analisi della contingenza culturale: molti si sentono emarginati da un sistema non soltanto ostile, ma immobile e, sebbene a diversi livelli ed in modalità differenti, essi si esprimono attraverso un gioco di riferimenti ed interrelazioni.
I testi della Sots-Art presentano il vuoto che si trova dietro ai simboli della cultura dominante, ma non ne propongono alternative. Narrano del nulla. Gli autori dopo aver decostruito e dimostrato la non valenza di ciò narrato in precedenza, si fermano, concludono il loro discorso, e le opere della Sots-Art sono lontane dal proporre una soluzione. ́
È difficile riuscire a determinare quanto testi Sots abbiano contenuti di opposizione, di dissidenza; ed è ancora più arduo riuscire a comprendere come gli spettatori, intesi ad un livello come massa popolare e ad un altro livello come appartenenti allo stesso ambiente sociale e culturale degli artisti che producono Sots-Art, recepiscano ed elaborino questo tipo di manifestazioni.